# 385. strelska divizija (ZSSR)
385. strelska divizija (izvirno rusko 385. стрелковая дивизия; kratica 385. SD) je bila strelska divizija Rdeče armade v času druge svetovne vojne.

## Zgodovina
Divizija je bila ustanovljena septembra 1941 v Frunzeju. (danes Biškek, Kirgizija)